# Hrvoje Miholjević
Hrvoje Miholjević, né le 8 juin 1979 à Zagreb, est un coureur cycliste croate. Il a notamment été champion de Croatie sur route à deux reprises. Son frère ainé Vladimir et son neveu Fran sont également coureurs cyclistes.

## Palmarès
- 1999
  - 3e du championnat de Croatie sur route
- 2000
  - 3e du championnat de Croatie sur route
- 2001
  -  Champion de Croatie sur route
  - 2e du Grand Prix Kranj
  - 2e du Tour de Serbie
  - 3e du Tour de Croatie
- 2002
  - Poreč Trophy 5
- 2003
  - 2e du championnat de Croatie sur route
- 2004
  - 2e du Tour du Frioul-Vénétie julienne
  - 3e du Trofeo Sportivi di Briga
- 2005
  - 1reb étape des Paths of King Nikola (contre-la-montre par équipes)
  - 2e des Paths of King Nikola
  - 2e du Tour de Serbie
  - 3e du Jadranska Magistrala
  - 3e du championnat de Croatie sur route
- 2006
  -  Champion de Croatie sur route
  - 3e du Grand Prix de la Forêt-Noire
- 2007
  - Coppa San Geo
  - Gran Premio Capodarco
  - 2e du Giro del Belvedere
  - 3e du Jadranska Magistrala
- 2008
  - Tour du Frioul-Vénétie julienne :
    - Classement général
    - 4e étape

  - 2e du Velika Nagrada Ptuja
  - 2e du Piccolo Giro di Lombardia
- 2009
  - 2e de Ljubljana-Zagreb
  - 3e du Poreč Trophy
- 2010
  - Grand Prix Betonexpressz 2000
- 2011
  - 3e du Gran Premio Folignano

## Classements mondiaux
| Année           | 2005 | 2006 | 2007 | 2008 | 2009 | 2010 | 2011 |
| --------------- | ---- | ---- | ---- | ---- | ---- | ---- | ---- |
| UCI Europe Tour | 145e | 195e | 60e  | 124e | 267e | 212e | 540e |